# Luci Minuci Bàsil (pretor 45 aC)
Luci Minuci Bàsil (en llatí: Lucius Minucius Basĭlus) va ser un dels assassins de Juli Cèsar. El seu nom de naixement era Marc Satri, i va ser adoptat pel seu oncle matern Luci Minuci Bàsil; a partir de llavors, segons era costum entre els romans, va adoptar el seu nom, i va esdevenir també Luci Minuci Bàsil.
Havia servit amb Cèsar en la Gàl·lia, i també va participar en la guerra contra Ambiòrix els anys 54 aC i 52 aC. Al final de la campanya es va estacionar amb els rems per passar l'hivern, amb la Legió VIII Augusta i la Legió IX Hispana, probablement prop de Durocòrtorum i Bibrax, per protegir-los dels veïns bel·lòvacs encara revoltats.
Va continuar segurament a la Gàl·lia fins a l'esclat de la Segona guerra civil romana l'any 49 aC, quan va dirigir una part de la flota de Cèsar i va manar dues legions. Es va unir a Brutus i Cassi per assassinar Cèsar quan va tornar a Roma l'any 45 aC, i va participar en l'assassinat el 44 aC tot i ser amic personal seu. L'any següent va ser ell mateix assassinat pels seus esclaus, perquè n'havia castigat alguns de manera molt cruel. (43 aC). Hi ha una carta de Ciceró dirigida a Luci Minuci felicitant-lo per la mort de Cèsar.